# Горенє (Луковиця)
Горенє (словен. Gorenje) — поселення в общині Луковиця, Осреднєсловенський регіон, Словенія. 
Висота над рівнем моря: 706,5 м.